# Emanuele Bazzanella
Emanuele Bazzanella (18. května 1841 Borgo Valsugana – 10. ledna 1927 Scurelle) byl rakouský římskokatolický duchovní, novinář, pedagog a politik italské národnosti z Tyrolska (respektive z Jižního Tyrolska), v 2. polovině 19. století a počátkem 20. století poslanec Říšské rady.

## Biografie
Působil jako kooperátor a gymnaziální profesor v Trentu. Vystudoval gymnázium v Trentu a od roku 1861 studoval na teologickém semináři v Trentu. 10. července 1864 byl vysvěcen na kněze. Nastoupil dráhu duchovního. Nejprve po tři měsíce působil coby kooperátor v obci Ospedaletto, pak po tři roky na faře v regionu Primör. 30. listopadu 1867 převzal v Trentu redakci italského katolického listu Voce cattolica, který byl politicky vlivným periodikem v jižním Tyrolsku. Po patnáct let až do prosince 1882 vedl redakci tohoto listu. Zároveň působil jako profesor latiny a řečtiny na arcibiskupském chlapeckém semináři v Trentu. Od ledna 1883 se výlučně věnoval pedagogické dráze.
Působil i jako poslanec Říšské rady (celostátního parlamentu Předlitavska), kam usedl ve volbách roku 1885 za kurii venkovských obcí v Tyrolsku, obvod Trento, Borgo atd. Slib složil 28. září 1885. Mandát obhájil ve volbách roku 1891, volbách roku 1897 a volbách roku 1901. Ve volebním období 1885–1891 se uvádí jako Dr. Emanuel Bazzanella, gymnaziální profesor, bytem Trento.
Na Říšské radě se po volbách v roce 1885 uvádí jako člen konzervativního Hohenwartova klubu. Patřil mezi italské katolicko národní poslance. Coby člen poslaneckého Hohenwartova klubu se uvádí i po volbách roku 1891. Po volbách roku 1897 je zmiňován jako italský katolický kandidát. Je zachycen na fotografii, publikované v květnu 1906 (ovšem pořízené cca v roce 1904), mezi 18 členy poslaneckého klubu Italské sjednocení (Italienische Vereinigung) na Říšské radě.
Zemřel 10. ledna 1927.